# Marina Hegering
Marina Hegering (Bocholt, 17 mei 1990) is een voetbalspeelster uit Duitsland. Ze speelt als verdediger voor VfL Wolfsburg in de Bundesliga.

## Clubcarrière
Hegering begon met voetballen bij DJK SV Lowick 1930. Ze was voor deze club twaalf jaar actief en kwam ook uit in jongensteams. Op zestienjarige leeftijd maakte Hegering de overstap naar FCR 2001 Duisburg, voor wie ze op zestienjarige leeftijd haar debuut maakte in de Bundesliga. Dit deed ze op 19 augustus 2007 in een 1-0 uitoverwinning op Hamburger SV. In een 7-1 thuisoverwinning op 6 april 2008 kwam Hegering tweemaal tot scoren. In het seizoen 2010/11 kwam Hegering minder aan spelen toe door een hielblessure. Tijdens haar afwezigheid won haar club tweemaal de DFB Pokal en haar land het EK.
Voorafgaande aan het seizoen 2011/12 tekende Hegering een tweejarig contract bij Bayer 04 Leverkusen. Na hersteld te zijn van haar hielblessure, speelde ze op 13 april 2013 haar eerste wedstrijd in een doelpuntloos gelijkspel tegen SG Essen-Schönebeck. Bij de start van het seizoen 2017/18 voegde Hegering zich bij SG Essen-Schönebeck. Met deze club haalde ze de finale van de DFB Pokal op 4 juli 2020. Ze scoorde twee keer maar verloor na penalty's alsnog.
Hegering tekende op 24 april 2020 een contract bij FC Bayern München die doorliep tot 30 juni 2022. Nadat haar contract afliep, stapte Hegering over naar competitierivaal VfL Wolfsburg. In Wolfsburg tekende ze een vierjarig contract tot 2026.
Op 23 april 2025 werd bekend dat Hegering na het seizoen 2024/25 zal vertrekken bij VfL Wolfsburg. Ze tekende een contract bij competitiegenoot 1. FC Köln tot 30 juni 2027.

## Statistieken
| Seizoen | Club                | Land      | Competitie | Wedstrijden | Doelpunten |
| ------- | ------------------- | --------- | ---------- | ----------- | ---------- |
| 2008/09 | FCR 2001 Duisburg   | Duitsland | Bundesliga | 0           | 0          |
| 2009/10 | FCR 2001 Duisburg   | Duitsland | Bundesliga | 13          | 1          |
| 2012/13 | Bayer 04 Leverkusen | Duitsland | Bundesliga | 6           | 0          |
| 2013/14 | Bayer 04 Leverkusen | Duitsland | Bundesliga | 8           | 1          |
| 2014/15 | Bayer 04 Leverkusen | Duitsland | Bundesliga | 13          | 2          |
| 2015/16 | Bayer 04 Leverkusen | Duitsland | Bundesliga | 7           | 0          |
| 2016/17 | Bayer 04 Leverkusen | Duitsland | Bundesliga | 15          | 2          |
| 2017/18 | SG Essen-Schönebeck | Duitsland | Bundesliga | 21          | 2          |
| 2018/19 | SG Essen-Schönebeck | Duitsland | Bundesliga | 17          | 3          |
| 2019/20 | SG Essen-Schönebeck | Duitsland | Bundesliga | 16          | 0          |
| 2020/21 | FC Bayern München   | Duitsland | Bundesliga | 19          | 6          |
| 2021/22 | FC Bayern München   | Duitsland | Bundesliga | 5           | 0          |
| 2022/23 | VfL Wolfsburg       | Duitsland | Bundesliga | 11          | 5          |
| 2023/24 | VfL Wolfsburg       | Duitsland | Bundesliga | 17          | 2          |
| 2024/25 | VfL Wolfsburg       | Duitsland | Bundesliga | 14          | 1          |
| Totaal  | Totaal              | Totaal    | Totaal     | 185         | 26         |

Laatste update: 24 april 2025

## Interlandcarrière
Hegering maakte haar debuut voor het Duitse nationale team op 6 april 2019 in Solna in een vriendschappelijke 2-1 overwinning op Zweden. Hetzelfde jaar werd ze opgenomen in de Duitse selectie voor op het WK 2019 door bondscoach Martina Voss-Tecklenburg. Hegering haalde met haar land de kwartfinale.
In 2022 werd Hegering geselecteerd voor het volgende eindtoernooi, het EK 2022 in Engeland. Ze was een basisspeelster in elke wedstrijd en haalde de finale. Hier verloor ze van gastland Engeland in een uitverkocht Wembley Stadium. Na afloop van het toernooi werd Hegering opgenomen in het elftal van het toernooi.
In 2023 was Hegering ook van de partij op het voor Duitsland weinig succesvolle WK 2023. Op de Olympische Spelen in 2024 wist Hegering met haar land een bronzen medaille te winnen. Na het behalen van deze medaille, kondigde Hegering haar afscheid als Duits international aan.
- Gemeinsame Normdatei: 1076931731
- Virtual International Authority File: 175144647647265994974
- WorldCat: E39PBJpYtVBwXwvqHBd6wcP4v3